# Tauberland
Tauberland ist ein Naturraum der Neckar- und Tauber-Gäuplatten (Haupteinheitengruppe 12) im Südwestdeutschen Schichtstufenland. Es führt die Haupteinheit 129 in der Systematik des Handbuchs der naturräumlichen Gliederung Deutschlands.
Es umfasst die Landschaft um die Tauber und wird begrenzt durch die Mainfränkischen Platten im Norden und Osten, die Kocher-Jagst-Ebenen im Süden, das Bauland im Westen und den Sandstein-Spessart im Nordwesten.

## Beschreibung
Die Muschelkalkhöhen des Tauberlands sind nur gering von Löss überdeckt. Diese durch die Tauber und deren Zuflüsse stark zertalte Hochflächen fallen von Osten nach Westen ab. Das östliche Tauberland ist eine stark zertalte Muschelkalklandschaft mit Lösslehmbedeckung, die gute Bedingungen für den Ackerbau aufweist. Die Hänge des Taubertals sind aufgrund der hohen Sonnenscheindauer für Obst- und Weinbau geeignet. In den Sommermonaten sind Trockenheit und überdurchschnittliche Wärme charakteristisch, das Tauberland zählt zu den sonnenscheinreichsten, trockensten und wärmebegünstigsten Gegenden Baden-Württembergs. Die durchschnittliche Jahrestemperatur liegt bei 8,0 °C, der Jahresniederschlag liegt zwischen 570 und 750 mm.

## Naturräumliche Gliederung
Das Tauberland gliedert sich naturräumlich wie folgt:
- (zu 12 Neckar- und Tauber-Gäuplatten)
  - 129 Tauberland
    - 129.0 Umpfer-Wachbach-Riedel
      - 129.01 Königheimer Tal[4]

    - 129.1 Südliche Tauberplatten
    - 129.2 Freudenbacher Platte
    - 129.3 Taubergrund
      - 129.30 Mittleres Taubertal
      - 129.31 Vorbachtal
      - 129.32 Wittigbachtal
      - 129.33 Taubertal bei Bieberehren

    - 129.4 Tauberberg
      - 129.40 Unterbalbach-Röttinger Riedel
      - 129.41 Messelhäuser Hochfläche
      - 129.42 Großrinderfelder Fläche
      - 129.43 Werbach-Böttigheimer Tal

## Geologisch-geomorphologische Besonderheiten
Der Aufschluss des Steinbruchs Werbach bietet einen Überblick zu einigen der geologisch-geomorphologischen Eigenheiten des Naturraums Tauberland. So ist in der Abbauwand des Steinbruchs beispielsweise zu erkennen, dass der Untere Muschelkalk seine größte Mächtigkeit in der Kalkstein-Fazies des Tauberlandes mit etwa 100 Metern erreicht. Von dort nimmt die Mächtigkeit nach Südwesten und Süden hin ab, um in der Freudenstadt-Formation und Ühlingen-Fazies der südlichen Schwarzwaldumrandung Werte um 35 bis 40 Meter aufzuweisen.